# Henry Tudor
Henry Tudor, Công tước xứ Cornwall (1 tháng 1 – 22 tháng 2 năm 1511) là người con đầu tiên còn sống của Vua Henry VIII của Anh và người vợ đầu Catalina của Aragón, và tuy việc Henry ra đời được tổ chức một cách xa hoa để chào mừng sự ra đời của một người thừa kế nam, nhưng ông đã qua đời chỉ vài tuần sau đó. Cái chết của Henry và việc Henry VIII không thể có một nam duệ còn sống khác với Catalina đã dẫn đến cuộc khủng hoảng trong vấn đề kế vị và hôn nhân của hai vợ chồng, dẫn đến ảnh hưởng tới mối quan hệ giữa Giáo hội Anh và Công giáo La Mã, kết quả là cuộc Cải cách Tôn giáo ở Anh.

## Ra đời và làm lễ rửa tội
Henry được sinh ra vào ngày 1 tháng 1 năm 1511 tại Cung điện Richmond, là đứa con đầu tiên sống sót của Vua Henry VIII và Catalina của Aragón. Catalina trước đó đã sinh ra một thai nữ chết lưu vào ngày 31 tháng 1 năm 1510.   Henry được làm lễ rửa tội vào ngày 5 tháng 1 trong một buổi lễ xa hoa, nơi các đèn hiệu được thắp sáng để vinh danh cậu. Những món quà làm lễ rửa tội bao gồm một hộp đựng muối bằng vàng ròng và chiếc cốc nặng tổng cộng 99 ozt (3,1 kg), được tặng bởi Louis XII của Pháp, cha đỡ đầu của Henry.  Mẹ đỡ đầu của cậu bé là Margarete của Áo, Công tước phu nhân xứ Savoia.  Xuất hiện với tư cách là người đại diện cho Vua Pháp là Richard Foxe, Giám mục của Winchester, và người đại diện cho Công tước phu nhân xứ Savoia là Phu nhân Anne Howard, con gái của Edward IV và là dì của Nhà vua.

## Lễ kỷ niệm và qua đời
Henry VIII và Catalina của Aragón đã lên kế hoạch cho những lễ kỷ niệm xa hoa sánh ngang với lễ đăng quang của hai vợ chồng dành cho sự ra đời Henry, đứa trẻ nghiễm nhiên trở thành Công tước xứ Cornwall và là người thừa kế ngai vàng nước Anh, đồng thời được kỳ vọng sẽ trở thành Thân vương xứ Wales, Vua nước Anh và vị vua thứ ba của Vương tộc Tudor. Để kỉ niệm, Henry đã cho tổ chức Giải đấu tại Westminster, là giải đấu xa hoa nhất dưới triều đại của Henry VIII, và được ghi lại qua một cuộn giấy da dài,  được gọi là The Westminster Tournament Roll, được tìm thấy trong bộ sưu tập của College of Arms.
Công tước xứ Cornwall qua đời vào ngày 22 tháng 2 năm 1511 tại Cung điện Richmond, và được chôn cất tại Tu viện Westminster.  